# NXT UK Tag Team Championship
Ne pas confondre avec les NXT Tag Team Championship
Le NXT UK Tag Team Championship est un championnat de catch utilisé par la World Wrestling Entertainment (WWE) dans l'émission NXT UK, disponible sur le WWE Network.

## Histoire
Le 14 octobre 2018, Triple H et Johnny Saint présentent les ceintures de champion par équipes de NXT UK. Un tournoi est organisé pour désigner les premiers champions. Les participants sont :
- Zack Gibson et James Drake[2]
- Flash Morgan Webster et Mark Andrews[2]
- Moustache Mountain (Trent Seven et Tyler Bate)[3]
- Gallus (Mark Coffey et Wolfgang)[3]

|  | Demi-finales                         | Demi-finales                         | Demi-finales              | Demi-finales              |                            |                            | Finale | Finale | Finale | Finale |
|  |                                      |                                      |                           |                           |                            |                            |        |        |        |        |
|  |                                      |                                      |                           |                           |                            |                            |        |        |        |        |
|  | Flash Morgan Webster et Mark Andrews | Flash Morgan Webster et Mark Andrews | 9:19                      | 9:19                      |                            |                            |        |        |        |        |
|  | Flash Morgan Webster et Mark Andrews | Flash Morgan Webster et Mark Andrews | 9:19                      | 9:19                      |                            |                            |        |        |        |        |
|  | Zack Gibson et James Drake           | Zack Gibson et James Drake           | Tombé                     | Tombé                     |                            |                            |        |        |        |        |
|  | Zack Gibson et James Drake           | Zack Gibson et James Drake           | Tombé                     | Tombé                     | Zack Gibson et James Drake | Zack Gibson et James Drake | Tombé  | Tombé  |        |        |
|  |                                      |                                      |                           |                           | Zack Gibson et James Drake | Zack Gibson et James Drake | Tombé  | Tombé  |        |        |
|  |                                      |                                      | Trent Seven et Tyler Bate | Trent Seven et Tyler Bate | 23:47                      | 23:47                      |        |        |        |        |
|  | Trent Seven et Tyler Bate            | Trent Seven et Tyler Bate            | Trent Seven et Tyler Bate | Trent Seven et Tyler Bate | 23:47                      | 23:47                      | Tombé  | Tombé  |        |        |
|  | Trent Seven et Tyler Bate            | Trent Seven et Tyler Bate            |                           |                           |                            |                            |        | Tombé  |        |        |
|  | Mark Coffey et Wolfgang              | Mark Coffey et Wolfgang              | 14:39                     | 14:39                     |                            |                            |        |        |        |        |
|  | Mark Coffey et Wolfgang              | Mark Coffey et Wolfgang              | 14:39                     | 14:39                     |                            |                            |        |        |        |        |

## Historique des règnes
| No. | Champions                                      | Changements de titre | Changements de titre       | Changements de titre    | Statistiques des règnes | Statistiques des règnes | Notes | Réf    |
| No. | Champions                                      | Date                 | Évènement                  | Lieu                    | Règnes                  | Durée                   | Notes | Réf    |
| --- | ---------------------------------------------- | -------------------- | -------------------------- | ----------------------- | ----------------------- | ----------------------- | --- | ------ |
| 1   | Zack Gibson et James Drake                     | 12 janvier 2019      | NXT UK TakeOver: Blackpool | Blackpool,Angleterre    | 1                       | 230 jours               | Ils battent Trent Seven et Tyler Bate en finale du tournoi inaugural. | [ 4 ]  |
| 2   | Flash Morgan Webster et Mark Andrews           | 31 août 2019         | NXT UK TakeOver: Cardiff   | Cardiff, Pays de Galles | 1                       | 34 jours                | C'est un match à trois équipes impliquant également Gallus (Mark Coffey et Wolfgang). Règne le plus court. | [ 5 ]  |
| 3   | Gallus (Mark Coffey et Wolfgang)               | 4 octobre 2019       | NXT UK                     | Blackpool,Angleterre    | 1                       | 510 jours               | Diffusé le 17 octobre 2019. Règne le plus long | [ 6 ]  |
| 4   | Pretty Deadly (Lewis Howley et Sam Stoker)     | 25 février 2021      | NXT UK                     | Londres, Angleterre     | 1                       | 287 jours               | | ,.     |
| 5   | Moustache Mountain (Trent Seven et Tyler Bate) | 9 décembre 2021      | NXT UK                     | Londres, Angleterre     | 1                       | 155 jours               | | .      |
| 6   | Ashton Smith et Oliver Carter                  | 21 avril 2022        | NXT UK                     | Londres, Angleterre     | 1                       | 62 jours                | Dans un Triple Threat Match qui incluait également Die Familie (Teoman et Rohan Raja). | .      |
| -   | VACANT                                         | 23 juin 2022         |                            |                         |                         |                         | Rendu vacant à la suite d'une blessure au genou de Ashton Smith. | .      |
| 7   | Brooks Jensen et Josh Briggs                   | 22 juin 2022         | NXT UK                     | Londres, Angleterre     | 1                       | 74 jours                | Dans un Four Way Elimination Match qui incluait également Dave Mastiff et Jack Starz et Die Familie (Rohan Raja et Teoman) et Mark Andrews et Wild Boar. | .      |
| 8   | Pretty Deadly (Elton Prince et Kit Wilson)     | 4 septembre 2022     | Worlds Collide             | Orlando, Floride        | 2                       | 0 jour                  | aEn prenant leur revanche sur les Creed Brothers, puis en battant Gallus (Mark Coffey et Wolfgang), Brooks Jensen et Josh Briggs dans un Fatal 4-Way Tag Team match. Ils remportent les deux titres par équipe pour la seconde fois et unifient les quatre ceintures. | [ 14 ] |
| —   | Unifié                                         |                      |                            |                         |                         |                         | Unifié avec le NXT Tag Team Championship et désactivé. |        |

## Règnes combinés

### En solo
|  | Travaille toujours à NXT UK |

| Rang | Champion             | Règnes | Jours combinés |
| ---- | -------------------- | ------ | -------------- |
| 1.   | Mark Coffey          | 1      | 510            |
| 1.   | Wolfgang             | 1      | 510            |
| 2.   | Lewis Howley         | 2      | 287            |
| 2.   | Sam Stoker           | 2      | 287            |
| 3.   | James Drake          | 1      | 230            |
| 3.   | Zack Gibson          | 1      | 230            |
| 4.   | Trent Seven          | 1      | 155            |
| 4.   | Tyler Bate           | 1      | 155            |
| 5.   | Brooks Jensen        | 1      | 74             |
| 5.   | Josh Briggs          | 1      | 74             |
| 6.   | Ashton Smith         | 1      | 62             |
| 6.   | Oliver Carter        | 1      | 62             |
| 7.   | Flash Morgan Webster | 1      | 34             |
| 7.   | Mark Andrews         | 1      | 34             |

### Par équipe
|  | Travaille toujours à NXT UK |

| Rang | Champion                                       | Règnes | Jours combinés |
| ---- | ---------------------------------------------- | ------ | -------------- |
| 1.   | Gallus (Mark Coffey et Wolfgang)               | 1      | 510            |
| 2.   | Pretty Deadly (Lewis Howley et Sam Stoker)     | 2      | 287            |
| 3.   | James Drake et Zack Gibson                     | 1      | 230            |
| 4.   | Moustache Mountain (Trent Seven et Tyler Bate) | 1      | 155            |
| 5.   | Brooks Jensen et Josh Briggs                   | 1      | 74             |
| 6.   | Ashton Smith et Oliver Carter                  | 1      | 62             |
| 7.   | Flash Morgan Webster et Mark Andrews           | 1      | 34             |